# Ацмон, Моше
Моше Ацмон (ивр. משה עצמון‎, настоящая фамилия Гросбергер, венг. Grószberger; род. 30 июля 1931, Будапешт) — израильский дирижёр венгерского происхождения.

## Биография
Моше родился в Венгрии. В Израиле с 13-летнего возраста. Учился музыке в Тель-Авиве и Иерусалиме как виолончелист и трубач. В 1960 г. отказался от карьеры исполнителя и отправился в лондонскую Гилдхоллскую школу музыки учиться дирижированию у Антала Дорати. В 1963 г. получил вторую премию на конкурсе дирижёров Димитриса Митропулоса, был отмечен также Призом Леонарда Бернстайна в Тэнглвуде.
В 1967—1971 гг. главный дирижёр Сиднейского симфонического оркестра, в 1971—1976 гг. — Симфонического оркестра Северогерманского радио, в 1978—1983 гг. — Токийского столичного симфонического оркестра. В 1991—1994 гг. генеральмузикдиректор Дортмунда, в 1999 возглавил Симфонический оркестр в Ольборге.
Также получил известность и как оперный дирижер. В 2001 — возглавил оркестр Стамбульской Оперы, дирижировал спектаклями в оперных театрах Берлина, Базеля, Гамбурга, в Королевской Датской Опере и других. В 2004 Моше Ацмон получил должность главного приглашенного дирижера в оркестре Бретани.